# Episodi di The Roaring 20's (seconda stagione)
La seconda stagione della serie televisiva The Roaring 20's è andata in onda negli Stati Uniti dal 7 ottobre 1961 al 20 gennaio 1962 sulla ABC.
| nº | Titolo originale          | Prima TV USA     |
| -- | ------------------------- | ---------------- |
| 1  | No Exit                   | 7 ottobre 1961   |
| 2  | Kitty Goes West           | 14 ottobre 1961  |
| 3  | Nobody's Millions         | 21 ottobre 1961  |
| 4  | Standing Room Only        | 28 ottobre 1961  |
| 5  | Another Time, Another War | 4 novembre 1961  |
| 6  | Everybody Loves Benny     | 11 novembre 1961 |
| 7  | Duke on the Bum           | 18 novembre 1961 |
| 8  | Pinky Goes to College     | 25 novembre 1961 |
| 9  | So's Your Old Man         | 2 dicembre 1961  |
| 10 | Asparagus Tipps           | 9 dicembre 1961  |
| 11 | Blondes Prefer Gentlemen  | 16 dicembre 1961 |
| 12 | You Can't Fight City Hall | 6 gennaio 1962   |
| 13 | Footlights                | 13 gennaio 1962  |
| 14 | The People People Marry   | 20 gennaio 1962  |

## No Exit
- Prima televisiva: 7 ottobre 1961
- Diretto da: Stuart Heisler
- Scritto da: Laszlo Gorog

### Trama
- Guest star: Gregory Gaye (Andre), John Harmon (Gil Lewis), Kent Smith (Mark Fenton), Joan O'Brien (Mona Fenton), Fay Baker (Charlotte La Salle), Lew Gallo (Sam), Grant Richards (Hank Merriman)

## Kitty Goes West
- Prima televisiva: 14 ottobre 1961
- Diretto da: Charles Rondeau
- Scritto da: James O'Hanlon

### Trama
- Guest star: Richard Karlan (Big Louie), Philip Carey (Tim McCool), Glynis Johns (Kitty O'Moyne)

## Nobody's Millions
- Prima televisiva: 21 ottobre 1961
- Diretto da: Charles Rondeau

### Trama
- Guest star: William Reynolds (Jerry Bolton), Suzi Carnell (Alice Bolton)

## Standing Room Only
- Prima televisiva: 28 ottobre 1961
- Diretto da: Robert Altman

### Trama
- Guest star: Keenan Wynn (Sheldon Farrington), Lawrence Dobkin (Max Winslow), Paula Raymond (Marilyn Morgan)

## Another Time, Another War
- Prima televisiva: 4 novembre 1961
- Diretto da: Robert Sparr
- Scritto da: Shirl Hendryx

### Trama
- Guest star: Eddie Bracken (Ace Johnson)

## Everybody Loves Benny
- Prima televisiva: 11 novembre 1961
- Diretto da: Stuart Heisler

### Trama
- Guest star: Peter Breck (Benny Lester)

## Duke on the Bum
- Prima televisiva: 18 novembre 1961
- Diretto da: Sidney Salkow

### Trama
- Guest star: Kay E. Kuter (Skinny bum), Mike Mazurki (Rhino), Don 'Red' Barry (Wally), Robert Strauss (Crespo)

## Pinky Goes to College
- Prima televisiva: 25 novembre 1961
- Diretto da: Charles Rondeau
- Scritto da: Judith Plowden, Teddi Sherman

### Trama
- Guest star: Isabel Randolph (Helen Wyndham), Joby Baker (Joby Price), Jesse White (Boots), Vinton Hayworth (Harrison Van Owen)

## So's Your Old Man
- Prima televisiva: 2 dicembre 1961
- Diretto da: Sidney Salkow
- Scritto da: Robert J. Shaw

### Trama
- Guest star: Bob Jellison (dottor Rasmussen), Tommy Farrell (Hermie Marcus), Athena Lorde (Clara Rasmussen), Gregg Palmer (Frank), Raymond Cavaleri (Andy Mitchell), House Peters, Jr. (Bert Kemper), Claude Akins (Mitch Mitchell), Paul Dubov (Harry Durbin), Ollie O'Toole (Bull Decker), Gregory Gaye (Andre), Mabel Albertson (Irene Ballard)

## Asparagus Tipps
- Prima televisiva: 9 dicembre 1961
- Diretto da: Leslie H. Martinson

### Trama
- Guest star: Lewis Charles (Mapes), Nydia Westman (Elsie)

## Blondes Prefer Gentlemen
- Prima televisiva: 16 dicembre 1961
- Diretto da: Richard C. Sarafian
- Scritto da: Stanley Niss

### Trama
- Guest star: Cliff Norton (Hips Wallace), Jeanne Vaughn (Colleen McCullough), Keith Larsen (Jack Bennett), Robert Carricart (Otto), Henry Slate (McGinn)

## You Can't Fight City Hall
- Prima televisiva: 6 gennaio 1962
- Diretto da: Leslie H. Martinson

### Trama
- Guest star:

## Footlights
- Prima televisiva: 13 gennaio 1962
- Diretto da: Marc Lawrence
- Scritto da: Melvin Levy

### Trama
- Guest star: Robert Colbert (Lonzo Greene), Penny Santon (Mrs. Andreades), Andra Martin (Diana Andreades), George O'Hanlon (Buzz Stix), Harold Stone (Desi Andreades)

## The People People Marry
- Prima televisiva: 20 gennaio 1962
- Diretto da: Richard Benedict
- Soggetto di: Talbot Jennings

### Trama
- Guest star: Jack Carter, Roxanne Arlen (Bootsie)